# Fitohormon

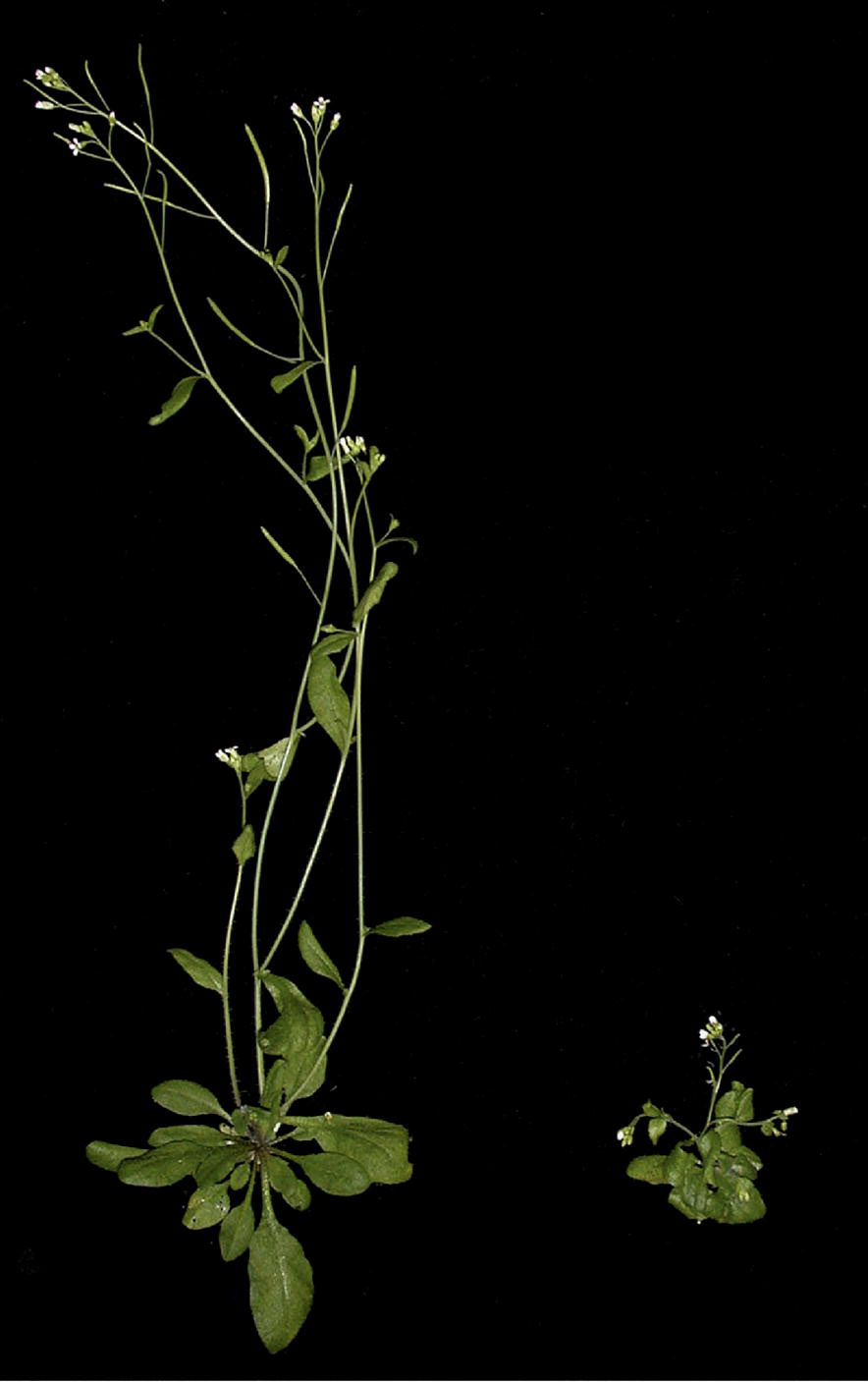
Lipsa hormonului vegetal auxină poate induce o creștere anormală (dreapta)

Hormonii vegetali (denumiți și fitohormoni) sunt molecule de semnalizare, produse de plante, care apar în concentrații extrem de scăzute. Hormonii vegetali controlează toate etapele creșterii și dezvoltării plantelor, de la embriogeneză, reglarea dimensiunii organelor, apărarea față de agenții patogeni, toleranța la stres și până la dezvoltarea reproductivă. Spre deosebire de animale (la care biosinteza de hormoni este limitată la anumite glande specializate), fiecare celulă vegetală este capabilă să producă hormoni. Went și Thimann au inventat termenul „fitohormon” și l-au folosit în titlul cărții lor din 1937.
Fitohormonii apar în întregul regn vegetal și chiar și la alge, unde au funcții similare cu cele observate la plantele superioare. Unii fitohormoni apar și în microorganisme, cum ar fi ciupercile unicelulare și bacteriile, totuși în aceste cazuri nu joacă un rol hormonal și pot fi considerați mai bine ca metaboliți secundari.
Exemple de fitohormoni sunt: acidul abscisic, auxinele și giberelina.